# Johann Friedrich Eschscholtz

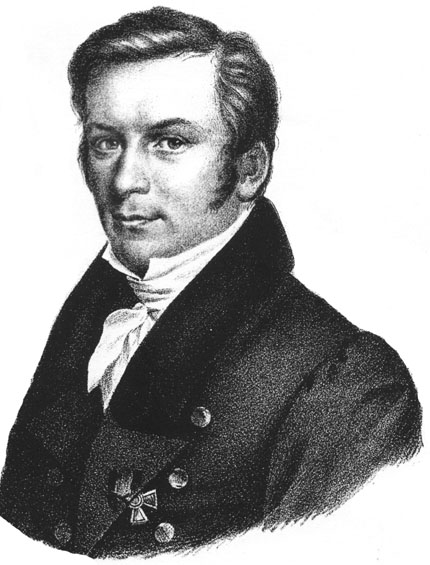
Johann Friedrich Eschscholtz

Johann Friedrich Gustav von Eschscholtz, russisch Иога́нн Фри́дрих фон Эшшо́льц, (* 1. Novemberjul. / 12. November 1793greg. in Dorpat; † 7. Maijul. / 19. Mai 1831greg. ebenda) war ein deutschbaltischer Naturforscher, Entomologe und Forschungsreisender. Sein offizielles botanisches Autorenkürzel lautet „Eschsch.“ In der Zoologie wird „Eschscholtz“ verwendet.

## Leben und Wirken
Seine Eltern waren der Beamte Johann Gottfried Eschscholtz und dessen Ehefrau Katharina Hedwig Ziegler.
Eschscholtz studierte an der Kaiserlichen Universität Dorpat Medizin und nahm als Schiffsarzt von 1815 bis 1818 unter Otto von Kotzebue an einer Reise um die Welt teil (siehe Rurik-Expedition). Zusammen mit Adelbert von Chamisso sammelte Eschscholtz während dieser Reise zahlreiche Naturobjekte und machte viele wissenschaftliche Beobachtungen. Er lieferte für den dritten Band von Kotzebues Entdeckungsreise in die Südsee und Beringstraße (Weimar 1821) eine Reihe von Arbeiten.
Nach seiner Rückkehr wurde Eschscholtz 1819 zum außerordentlichen Professor in Dorpat ernannt. 1823  begleitete er als Oberarzt O. von Kotzebue erneut auf dessen Reise um die Welt. Auch diesmal verewigte Kotzebue den Namen Eschscholtz in den Eschscholtz-Inseln, die ab 1946 als Bikini-Atoll bezeichnet wurden. Nach seiner Rückkehr vermachte Eschscholtz seine reichhaltigen Sammlungen der Universität Dorpat und veröffentlichte eine Übersicht der zoologischen Ausbeute, die 2.400 Tierarten umfasste, im zweiten Band von Kotzebues Neue Reise um die Welt (Weimar 1830).
Er sammelte speziell Insekten (besonders in Alaska, Kalifornien und dem Pazifik) und war Spezialist für Prachtkäfer (Buprestidae) und Schnellkäfer (Elateridae). Er stand mit anderen Entomologen in Austausch, die viele seiner Funde beschrieben, so mit dem Käferspezialisten Pierre François Marie Auguste Dejean und Gotthelf Fischer von Waldheim.
Johann Friedrich Eschscholtz starb am 7. Maijul. / 19. Mai 1831greg. in Dorpat.
Er heiratete 1819 in Dorpat Christine Friederike Ledebour aus Greifswald, eine Schwester des Botanikers Carl Friedrich von Ledebour (1786–1851). Das Paar hatte zwei Söhne.

## Ehrungen und Mitgliedschaften
Im Jahr 1821 wurde Eschscholtz zum Mitglied der Leopoldina gewählt. Ab 1829 war er korrespondierendes Mitglied der Preußischen Akademie der Wissenschaften. Zu Ehren Eschscholtz’ nannte Kotzebue eine Bucht im Kotzebue-Sund Nordwestamerikas Eschscholtz-Bucht und Chamisso eine neue zur Familie der Papaveraceae gehörende Pflanzengattung Eschscholzia (oft auch unkorrekt als Eschscholtzia bezeichnet).